# Osso curto
Os ossos curtos têm todas as dimensões muito semelhantes e existem apenas no sistema apendicular. Possui uma camada de osso compacto muito fina, sendo o interior do osso completamente preenchido com tecido trabecular.
A função destes ossos é absorver os choques.
Dentro do grupo dos ossos curtos existem:
- os ossos supranumerários, que excedem os 206 ossos
- os ossos sesamóides, que se encontram sob tendões musculares (ex. rótula)

Exemplos desse ossos são os ossos da mão, dos dedos 